# MINUSTAH
Den franske betegnelse, MIssion des Nations Unies pour la STAbilisation en Haïti, også kendt under akronymet MINUSTAH, er navnet på en FN-fredsmission i Haïti, hvor den har været i arbejde siden 2004. Den militære del af missionen er under ledelse af den brasilianske hærstyrke i landet, lige som chefen for hærenhederne er brasilianer.
Efter sikkerhedsrådets resolution af 13. oktober 2009 bestod styrken før jordskælvet af
- 9.065 uniformerede
  - 7.031 soldater
  - 2.034 politifolk
- 488 internationalt sammensat, civilt personel
- 1.212 lokalt ansat personel
- 214 FN-frivillige[1]